# Ford Performance
 (février 2014).
Si vous disposez d'ouvrages ou d'articles de référence ou si vous connaissez des sites web de qualité traitant du thème abordé ici, merci de compléter l'article en donnant les références utiles à sa vérifiabilité et en les liant à la section « Notes et références ».
Ford Performance (anciennement Ford Racing) est la branche sportive de la marque automobile américaine Ford Motor Company. Le début en compétition de Ford a eu lieu le 10 octobre 1901 et la victoire de Henry Ford face à Alexander Winton.

## Histoire
- 1896 : Henry Ford atteint une vitesse de pointe de 20 mph avec sa première voiture, la Ford Quadricycle.
- 10 octobre 1901 : Henry Ford bat Alexander Winton (le constructeur/pilote automobile le plus renommé de l'époque) lors d'une course de dix tours sur un ovale en terre battue d'un mile  à Grosse Pointe, Michigan. Il bat la voiture plus puissante de son rival avec une voiture de course de sa propre conception, la Sweepstakes. Cette date marque le début de l'engagement de la marque en sport automobile[1].
- 25 octobre 1902 : la Ford 999 (nommée d'après une célèbre locomotive à vapeur, la no 999 (en) de la compagnie de chemin de fer New York Central Railroad), conduite par Barney Oldfield, un champion cycliste qui n'avait jamais conduit un véhicule à moteur, bat à nouveau Alexander Winton sur l'ovale de Grosse Pointe[2]. C'est grâce à cet événement et au soutien financier de Alex J. Malcomson que Ford Motor Company sera lancé.
- 12 janvier 1904 : la 999 bat le record mondial de vitesse terrestre sur un mile lancé à 147,05 km/h (91,37 mph), sur le lac gelé Sainte-Claire (Michigan), avec Henry Ford utilisant le second exemplaire « Arrow »[2].
- 23 juin 1909 : la Ford T conduite par Bert Scott remporta la course transcontinentale New York-Seattle (environ 4 100 miles en 23 jours).
- 1932 : Ford introduit son moteur V8 « flathead » et porte son V8 en production en série avec le slogan « La puissance pour tous sur la route, et la puissance pour tous en compétition ».
- 28 février 1932 : Sven Olaf Bennström remporte le Grand Prix d'hiver de Suède au volant d'une Ford spécial, son premier Grand Prix automobile.
- 1936 : Ion Zamfirescu et Petre G. Cristea remportent le Rallye Monte-Carlo au volant d'une Ford V8 spécial.
- 1949 : Jim Roper, au volant d'une Lincoln, remporte la première course NASCAR.
- 1966-1969 : Ford remporte les 24 Heures du Mans à quatre reprises successives (1966, 1967, 1968, 1969) avec sa Ford GT40.
- 4 juin 1967 : victoire de Jim Clark au volant d'une Lotus-Ford lors du Grand Prix des Pays-Bas et première victoire pour Ford en tant que motoriste en Formule 1.
- 6 avril 2003 : Giancarlo Fisichella, au volant d'une Jordan-Ford, remporte le Grand Prix du Brésil. Il s'agit de la dernière victoire de Ford en tant que motoriste en Formule 1.
- 20 février 2011 : Ford remporte le Daytona 500 et réalise un triplé. Il s'agit de la 600e victoire de Ford en NASCAR.
- 2013 : Greg Biffle remporte la Quicken Loans 400, 1000e victoire NASCAR de Ford.
- 2016 : Ford engage quatre Ford GT (GTE) aux 24 Heures du Mans 2016 en catégorie LM GTE Pro, terminant 1, 3, 4, et 10e.

## Palmarès
| Catégories   | Victoires | Titres constructeurs | Titres pilotes |
| ------------ | --------- | -------------------- | -------------- |
| Formule 1    | 176       | 10                   | 13             |
| NASCAR       | 676       | 16                   | 8              |
| WRC          | 91        | 4                    | 4              |
| V8 Supercars | 330       | 5                    | 24             |

### Formule 1

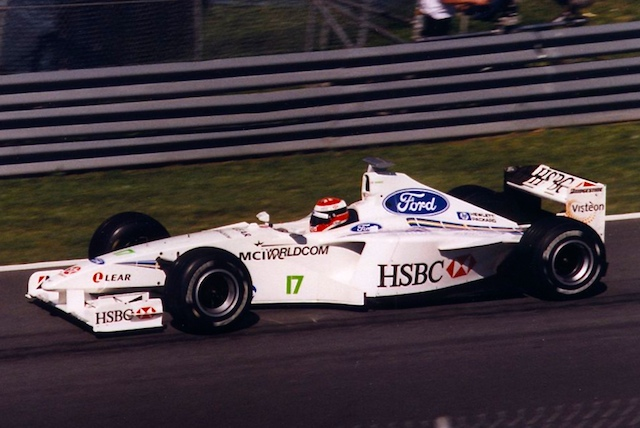
Herbert sur Stewart en 1999 (dernière victoire en F1).

Ford Racing ne s'est jamais impliqué en tant que constructeur dans le championnat du monde de Formule 1, mais a été motoriste de nombreuses écuries. S'il n'existe pas de titre de champion attribué aux motoristes, Ford peut toutefois être associé aux titres de champion remportés par les écuries que la firme a motorisées. Ford et son moteur V8 (en association avec la firme britannique Cosworth) a remporté les titres pilote et constructeur des saisons suivantes :
- Lotus (5) : 1968, 1970, 1972, 1973 et 1978
- Matra (1) : 1969
- Tyrrell (1) : 1971
- McLaren (1) : 1974
- Williams (2) : 1980 et 1981

### Endurance

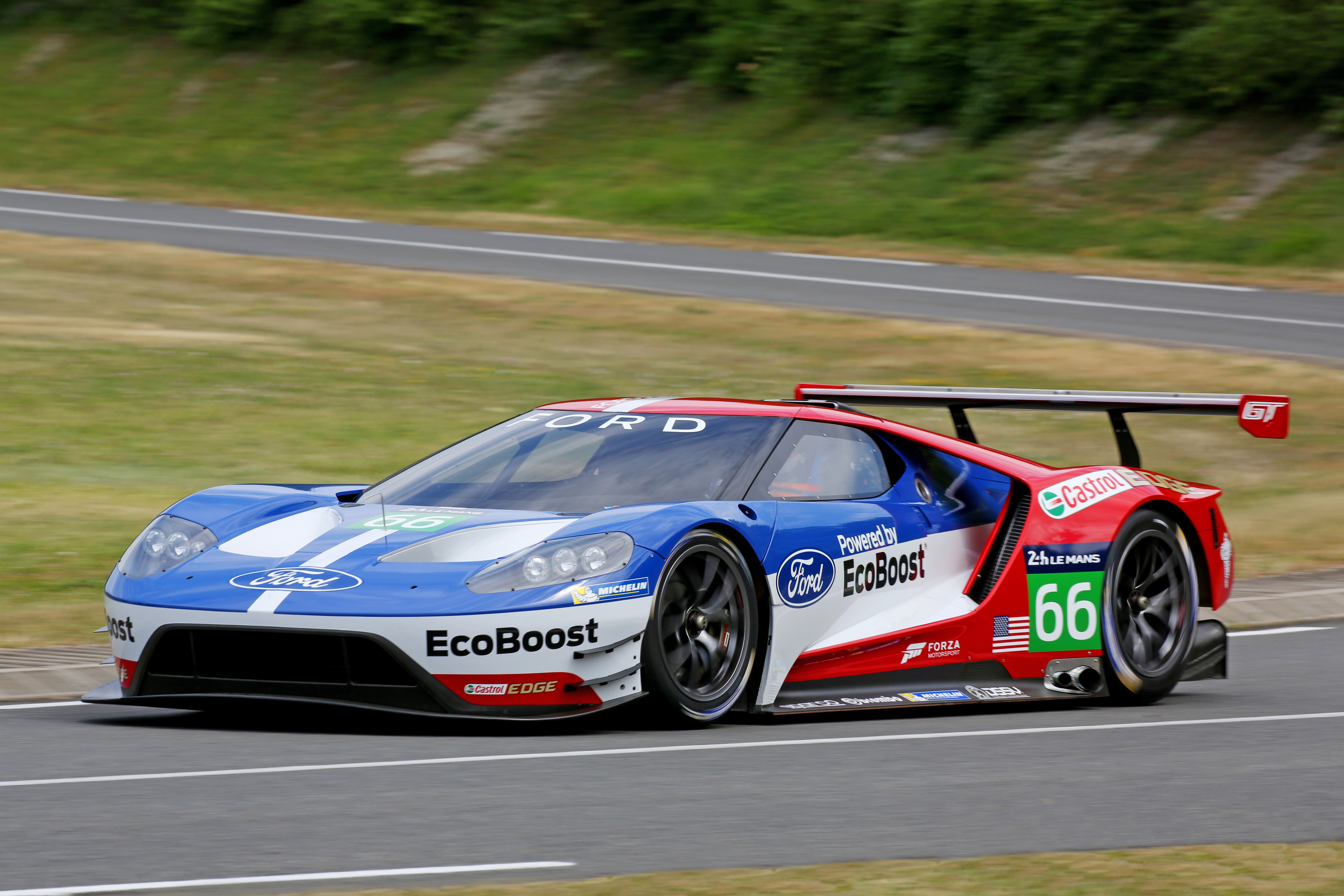
Ford GT (GTE) 2016.

Ford s'est également engagé dans les disciplines d'endurance et notamment en Sport-prototypes qui constitue la catégorie reine.
- Championnat du monde des voitures de sport (3) : 1966, 1967, 1968

- 24 Heures du Mans
  - Vainqueur en 1966, 1967, 1968, 1969
  - Vainqueur de la catégorie GTE Pro en 2016

- 12 Heures de Sebring
  - Vainqueur en 1967

### Rallye
- Championnat du monde des rallyes (3) : 1979, 2006 et 2007

### NASCAR
Comme les autres grands constructeurs automobiles américains, Ford est engagé en NASCAR.
- Championnat NASCAR des constructeurs (16) : 1956, 1957, 1963, 1964, 1965, 1966, 1967, 1968, 1969, 1992, 1994, 1997, 1999, 2000, 2002, 2018